# Hadassah Rosensaft
Hadassah Rosensaft (tidigare namn Ada Bimko), född 26 augusti 1912 i Polen, död 3 oktober 1997 i New York, var en polsk läkare och överlevare från förintelsen. Rosensaft var ett av huvudvittnena under Belsenrättegången. 

## Biografi
Hela hennes familj utplånades i Auschwitz däribland föräldrar, syskon och hennes egen son. 
Under Belsenrättegången berättade Rosensaft att hon arresterades och skickades den 4 augusti, 1943 till Auschwitz. Hon skickades vidare till Bergen-Belsen 23 november 1944. I båda lägren arbetade hon vid sjukhus. Rosensaft ådrog sig sjukdomarna malaria och hepatit under tiden i Birkenau. Trots att hon var judinna innebar hennes status som läkare att hon behandlades med vissa privilegier i koncentrationslägren. Hon hade en egen säng och möjlighet att sköta sin hygien.

## Belsenrättegången
Rosensaft identifierade och pekade ut 15 av 45 fångvaktare vid Belsen som hon också kunde intyga hade tjänstgjort i Auschwitz. Rosensaft blev enligt egen utsago visad sammanställd information om hur många som brändes upp i de krematorier som användes i Auschwitz. Dessa listor hade i hemlighet sammanställts av personer som arbetade i Sonderkommando. Rosensaft lämnade också vittnesbörd om att medicinska experiment utförts i block 10 i Auschwitz. Rosensaft arbetade också i block 25 som var slutstationen innan överföringen till gaskammare. I lägret blev hon också vid ett enda tillfälle visad ett av krematorierna under uppsikt av en SS-Unterschraführer.. Personer som valts ut till att dö i gaskammare hade först hamnat i block 25 där de ofta fick vänta i flera dagar utan föda innan de hämtades. Rosensaft pekade ut Josef Kramer, Fritz Klein och Hössler som särskilt aktiva vid selektionerna till gaskammaren.